# Gruvöns bruk
Gruvöns bruk er en papirfabrik i Grums i Värmlands län i det mellemste Sverige, som ejes af Billerud AB. Det ligger ved Vänerns kyst med egen havn og jernbaneareal samt lige op ad Europavej E18 og E45.
Fabrikkens første maskine, PM 1, togs i brug 1931, og den nyeste maskine, KM 7, blev indviet i 2019. Maskinerne bygges om og udvikles hele tiden for at møde kravene om øget produktion og forbedret kvalitet. Fabrikken har 750 ansatte. Produktionen kører døgnet rundt hele året, og fabrikken kører med fem skiftehold.
Gruvön har haft i alt syv papirmaskiner gennem tiderna, hvoraf fire ikke længere er i produktion, en maskine til bestrygning af papir og tre papirmasselinjer. En del af den fremstillede papirmasse flagetørres og videresælges til andre papirfabrikker, men det meste bliver til papir på Gruvön. Fabrikken anvender sig udelukkende af jomfrueligt fiber og benytter sig dermed ikke af returpapir i produktionen. Den samlede produktionskapacitet er på 870.000 tons årligt.